# Alex Newell
Alex Eugene Newell (Lynn, Massachusetts; 20 de agosto de 1992) es una celebridad estadounidense dedicada a la actuación y al canto. Interpretó a Wade «Unique» Adams en la serie de comedia musical Glee, y fue parte de los finalistas en la primera temporada de The Glee Project.

## Biografía
Newell nació en Lynn, Massachusetts; cuando tenía seis años, su padre murió de cáncer, y desde entonces se crio sola con su madre.
Tras cuatro años estudiando en Kipp Lynn Academy, Newell se mudó a Peabody, donde estudió hasta haberse graduado en la Bishop Fenwick High School en el 2012. Mientras estuvo en la secundaria, formó parte del coro escolar y de la iglesia. Fue miembro de los clubes de teatro improvisado y disfraces. Newell recibió una admisión en la universidad Berklee College of Music para el otoño de 2012, pero en su lugar decidió mudarse a Los Ángeles luego de que se le pidió formar parte del elenco de Glee en su cuarta temporada.
Durante su participación en The Glee Project reveló ser abiertamente gay. Es además una persona de género no binario.

## Filmografía
| Año       | Título                              | Rol                 | Notas                                                                                              |
| --------- | ----------------------------------- | ------------------- | -------------------------------------------------------------------------------------------------- |
| 2011      | The Glee Project                    | Él mismo            | Participante, segundo puesto (con Lindsay Pearce)                                                  |
| 2012–15   | Glee                                | Wade "Unique" Adams | Elenco principal (temporada 5) Elenco recurrente (temporada 3–4, 6); 39 episodios, serie de TV FOX |
| 2013      | Geography Club                      | Ike                 | Elenco principal, película                                                                         |
| 2015      | Imaginary Friend                    | Sam                 | Elenco principal, película de TV NBC                                                               |
| 2015      | Resident Advisors                   | Morgan              | Elenco recurrente 2 episodios, serie de TV                                                         |
| 2019      | Empire                              | Hey Beautiful       | Invitado 1 episodio, serie de TV                                                                   |
| 2020–2021 | Zoey's Extraordinary Playlist       | Mo                  | Elenco principal, serie de TV NBC                                                                  |
| 2020      | RuPaul's Secret Celebrity Drag Race | El mismo (Ganador)  | Invitado 1 episodio, serie de TV                                                                   |
| 2021      | Zoey's Extraordinary Christmas      | Mo                  | Elenco principal, película de TV Roku                                                              |
| 2022      | Cheat Out                           | El mismo            | Invitado 1 episodio, serie de TV                                                                   |
| 2023      | Come and Learn with Pibby!          | Melira (voz)        | Elenco principal, serie de TV                                                                      |
| 2024      | Moon Girl and Devil Dinosaur        | Pebble (voz)        | Invitado 1 episodio, serie de TV                                                                   |

### Teatro
| Año       | Título                                       | Rol      | Notas                               |
| --------- | -------------------------------------------- | -------- | ----------------------------------- |
| 2017–2018 | Once on This Island                          | Asaka    | Debut en Broadway                   |
| 2020      | Joseph and the Amazing Technicolor Dreamcoat | Narrador | Manhattan Concert Productions       |
| 2022      | The Last Supper                              | Jude     | South Orange Performing Arts Center |
| 2022      | Shucked                                      | Lulu     | Pioneer Theatre Company             |
| 2023      | Shucked                                      | Lulu     | Broadway                            |

## Discografía

### EPs
| Título | Detalles | Posiciones en Listas | Posiciones en Listas |
| Título | Detalles | US Dance/ Electronic | US Heat              |
| ------ | --- | -------------------- | -------------------- |
| Power  | - Lanzamiento: 19 de febrero de 2016 - Discográfica: Atlantic Records - Formatos: Descarga digital, streaming | 4                    | 11                   |

### Sencillos

#### Como artista Principal
| Título                                                        | Año  | Posiciones en Listas | Posiciones en Listas | Álbum                                      |
| Título                                                        | Año  | US Dance/ Electronic | US Dance Club        | Álbum                                      |
| ------------------------------------------------------------- | ---- | -------------------- | -------------------- | ------------------------------------------ |
| "Nobody to Love"                                              | 2014 | —                    | —                    | Power                                      |
| "Show Me Love" (con Matvey Emerson)                           | 2015 | —                    | —                    | Sin álbum                                  |
| "O Come, All Ye Faithful"                                     | 2015 | —                    | —                    | Tyler Oakley's Holiday Jams                |
| "This Ain't Over"                                             | 2016 | —                    | —                    | Power                                      |
| "Basically Over You (B.O.Y.)"                                 | 2016 | —                    | —                    | Power                                      |
| "Kill the Lights" (con DJ Cassidy, Jess Glynne & Nile Rogers) | 2016 | 15                   | 1                    | Vinyl: The Essentials (Best of Season 1)   |
| "Need Somebody"                                               | 2016 | —                    | —                    | Sin álbum                                  |
| "Keep It Moving"                                              | 2016 | —                    | —                    | Sin álbum                                  |
| "O Come All Ye Faithful" (Volac Remix)                        | 2016 | —                    | —                    | Sin álbum                                  |
| "As I Am" (con Bryan Adams & Matt Kelly)                      | 2019 | —                    | —                    | Sin álbum                                  |
| "Boy, You Can Keep It"                                        | 2020 | —                    | 41                   | Sin álbum                                  |
| "Mama Told Me"                                                | 2020 | —                    | —                    | Sin álbum                                  |
| "Attitude"                                                    | 2022 | —                    | —                    | Sin álbum                                  |
| "Independently Owned"                                         | 2023 | —                    | —                    | Shucked (Original Broadway Cast Recording) |

### Como artista Invitado
| Título                                                                        | Año  | Posiciones en Listas | Posiciones en Listas | Posiciones en Listas | Posiciones en Listas | Posiciones en Listas | Posiciones en Listas | Posiciones en Listas | Posiciones en Listas | Posiciones en Listas | Posiciones en Listas | Certificaciones | Álbum                          |
| Título                                                                        | Año  | US Dance/ Electronic | US Dance Club        | BEL (FL)             | BEL (Wa)             | HUN                  | IRE                  | JAP                  | SCO                  | UK                   | UK Dance             | Certificaciones | Álbum                          |
| ----------------------------------------------------------------------------- | ---- | -------------------- | -------------------- | -------------------- | -------------------- | -------------------- | -------------------- | -------------------- | -------------------- | -------------------- | -------------------- | --------------- | ------------------------------ |
| "Stronger" (no acreditado) (Clean Bandit con Alex Newell & Sean Bass)         | 2015 | —                    | —                    | —                    | —                    | 37                   | 56                   | 80                   | 3                    | 4                    | 1                    | - BPI: Plata    | New Eyes (Special Edition)     |
| "All Cried Out" (Blonde con Alex Newell)                                      | 2015 | —                    | —                    | 59                   | 82                   | —                    | 74                   | —                    | 4                    | 4                    | 1                    | - BPI: Oro      | Sin álbum                      |
| "Collect My Love" (The Knocks con Alex Newell)                                | 2015 | —                    | —                    | —                    | —                    | —                    | —                    | —                    | —                    | —                    | —                    |                 | 55                             |
| "Hands" (con varios artistas)                                                 | 2016 | —                    | —                    | —                    | —                    | —                    | —                    | —                    | —                    | —                    | —                    |                 | Sin álbum                      |
| "Rescue Me" (DJ D-Sol con Alex Newell)                                        | 2019 | 31                   | 4                    | —                    | —                    | —                    | —                    | —                    | —                    | —                    |                      |                 | Sin álbum                      |
| "Higher" (Vincint & Princess Precious con Alex Newell)                        | 2021 | —                    | —                    | —                    |                      | —                    | —                    | —                    | —                    | —                    | —                    |                 | TBA                            |
| "Rhythm of My Heart" (Christopher Lennertz & Philip Lawrence con Alex Newell) | 2023 | —                    | —                    | —                    | —                    | —                    | —                    | —                    | —                    | —                    | —                    |                 | Peacemaker Original Soundtrack |

### Bandas sonoras
- Glee: The Music, The Christmas Album Volume 2 (2011; 20th Century Fox, Columbia)
- Glee: The Music, The Complete Season 3 (2012; 20th Century Fox, Columbia)
- Glee: The Music, The Complete Season 4 (2013; 20th Century Fox, Columbia)
- Glee Sings the Beatles (2013; 20th Century Fox, Columbia)
- Polkadots: The Cool Kids Musical (World Premiere Cast Recording) (2016; Sony)
- Once On This Island (New Broadway Cast Recording) (2018; Broadway)
- Music From Zoey's Extraordinary Christmas (Original Motion Picture Soundtrack) (2021; Lakeshore)
- Shucked (Original Broadway Cast Recording) (2023; Haystack on Broadway, Masterworks Broadway)
- Britney 2.0 (2012; 20th Century Fox, Columbia)
- Glee: The Music Presents Glease (2012; 20th Century Fox, Columbia)
- A Katy or a Gaga (Music from the Episode) (2013; 20th Century Fox, Columbia)
- Glee: The Music, The Christmas Album Volume 4 (2013; 20th Century Fox, Columbia)
- Glee: The Music, City of Angels (2013; 20th Century Fox, Columbia)
- Glee: The Music, Transitioning (2014; 20th Century Fox, Columbia)

### Banda Sonora EP
- Zoey's Extraordinary Playlist: Season 1, Episode 4 (Music From the Original TV Series) (2020; Lionsgate, Republic)
- Zoey's Extraordinary Playlist: Season 1, Episode 7 (Music From the Original TV Series) (2020; Lionsgate, Republic)
- Zoey's Extraordinary Playlist: Season 1, Episode 11 (Music From the Original TV Series) (2020; Lionsgate, Republic)
- Zoey's Extraordinary Playlist: Season 1, Episode 12 (Music From the Original TV Series) (2020; Lionsgate, Republic)
- Zoey's Extraordinary Playlist: Season 2, Episode 2 (Music From the Original TV Series) (2021; Lionsgate)
- Zoey's Extraordinary Playlist: Season 2, Episode 6 (Music From the Original TV Series) (2021; Lionsgate)
- Zoey's Extraordinary Playlist: Season 2, Episode 9 (Music From the Original TV Series) (2021; Lionsgate)
- Zoey's Extraordinary Playlist: Season 2, Episode 10 (Music From the Original TV Series) (2021; Lionsgate)
- Zoey's Extraordinary Playlist: Season 2, Episode 12 (Music From the Original TV Series) (2021; Lionsgate)